# Lars Börgeling
Lars Börgeling (* 16. dubna 1979, Neuss, Severní Porýní-Vestfálsko) je německý atlet, jehož specializací je skok o tyči.

## Kariéra
První úspěch zaznamenal v roce 1997 v Lublani, kde se stal juniorským mistrem Evropy. O rok později získal ve francouzském Annecy stříbrnou medaili na juniorském mistrovství světa. V roce 1999 skončil stříbrný na mistrovství Evropy do 23 let v Göteborgu, kde prohrál jen s Francouzem Romainem Mesnilem. Na následujícím evropském šampionátu do 23 let v Amsterdamu 2001 získal zlatou medaili.
Na halovém ME 2002 ve Vídni vybojoval bronzovou medaili. V témže roce se stal v Mnichově vicemistrem Evropy, když ve finále překonal 580 cm. Vítězem se stal izraelský tyčkař Alexandr Averbuch, který skočil 585 cm. Třetí úspěch v roce 2002 si připsal na světovém poháru v Madridu, kde se umístil na třetím místě.
Reprezentoval na letních olympijských hrách 2004 v Athénách, kde obsadil ve finále výkonem 575 cm šesté místo. O rok později na mistrovství světa v Helsinkách nezaznamenal v kvalifikaci platný pokus, když na základní výšce 530 cm třikrát neuspěl. V roce 2006 na mistrovství Evropy v Göteborgu prošel sítem kvalifikace, ve finále však skončil bez platného pokusu.

### Osobní rekordy
- hala – 580 cm – 4. března 2001, Sindelfingen
- venku – 585 cm – 27. července 2002, Leverkusen